# Coryellites
Coryellites is een geslacht van uitgestorven kreeftachtigen uit de klasse van de Ostracoda (mosselkreeftjes). Er is nog onduidelijkheid over de taxonomische indeling van dit geslacht ('incertae sedis').

## Soorten
- Coryellites coventinae Robinson, 1978 †
- Coryellites elongata Cooper, 1946 †
- Coryellites firma (Kellett, 1935) Kellett, 1936 †
- Coryellites ovata Cooper, 1946 †
- Coryellites palopintoensis (Coryell & Sample, 1932) Cooper, 1946 †
- Coryellites richteriana (Jones, Kirkby & Brady, 1884) Ivanov, 1975 †
- Coryellites simillima (Bradfield, 1935) Cooper, 1946 †
- Coryellites subelliptica (Upson, 1933) Cooper, 1946 †
- Coryellites tomlinsonella Cooper, 1946 †
- Coryellites vasiceki Pribyl, 1958 †